# アルゴノーツ 伝説の冒険者たち
『アルゴノーツ 伝説の冒険者たち』（アルゴノーツ でんせつのぼうけんしゃたち、原題：Jason and the Argonauts）は、2000年5月7日にアメリカ合衆国で放送されたTVミニシリーズ（テレビ映画）。全2話で、各話90分。ギリシャ神話のアルゴナウタイの冒険譚を映像化した作品または1963年の特撮映画『アルゴ探検隊の大冒険』の完全リメイク版である。監督はニック・ウィリング、主演はジェイソン・ロンドン、デニス・ホッパー、ナターシャ・ヘンストリッジなどが務めている。
日本では劇場未公開。2001年5月25日に日活から180分の＜完全版＞のDVD（DVF-23/レンタル:NKDF-2013）を発売された。VHSは120分収録。パッケージ裏のキャッチコピーは「名作「アルゴ探検隊の大冒険」新世紀リメイクここに登場!!」。

## キャスト
※括弧内は日本語吹替
- ジェイソン - ジェイソン・ロンドン（松本保典）
- ペリアス - デニス・ホッパー（佐々木梅治）
- メディア - ジョリーン・ブラロック（深見梨加）
- ヒュプシュプレ - ナターシャ・ヘンストリッジ（田中敦子）
- アイエテス王 - フランク・ランジェラ（長克巳）
- フィニアス - デレク・ジャコビ
- ヘラクレス - ブライアン・トンプソン（水野龍司）
- ゼウス - アンガス・マクファーデン
- ヘラ - オリヴィア・ウィリアムズ
- オルフェウス - エイドリアン・レスター
- アカストス - トム・ハーパー
- アイソン - キアラン・ハインズ（藤本譲）

## スタッフ
- 監督：ニック・ウィリング
- 製作：ダイソン・ラヴェル
- 製作総指揮：ロバート・ハルミ・Sr、ロバート・ハルミ・Jr
- 脚本：マシュー・フォーク、マーク・スキート
- 撮影：セルゲイ・コズロフ
- クリーチャーエフェクト：ジム・ヘンソン・クリーチャーショップ
- 音楽：サイモン・ボスウェル
- 編集：ショーン・バートン